# Cementerio de elefantes
El cementerio de elefantes, de acuerdo con la mitología africana y el mito popular, era un mítico lugar ubicado en África en donde se creía que iban a pasar sus últimos días los elefantes moribundos. El lugar se buscó durante el siglo XIX por el supuesto marfil que se encontraría en aquel fantástico lugar.
De acuerdo con la hipótesis planteada por Rupert Sheldrake, parte del mito es verdad. La leyenda surgió a partir del hecho de que los esqueletos de elefantes se encuentran frecuentemente en grupos, cerca de fuentes de agua. Según Sheldrake, los elefantes con algún tipo de desnutrición buscan instintivamente este tipo de fuentes acuosas, con la esperanza de que el líquido les permita mejorar sus condiciones. Aquellos animales que no logran mejorar su condición, muestran niveles cada vez más bajos de azúcar en la sangre, y terminan muriendo cuando aún se encuentran en las proximidades del agua (y de las osamentas de otros elefantes).
El estudio de la conducta de los elefantes ante la muerte de sus congéneres ha revelado, por otra parte, que reaccionan claramente ante la situación llegando a acompañar o velar a los cadáveres.

## Cultura popular
- La película estadounidense Tarzán de los monos, dirigida en 1932 por W. S. Van Dyke, establece toda su trama en la búsqueda por parte de exploradores blancos de un hipotético cementerio de elefantes, repleto de colmillos de marfil. En la ficción de la película las tribus africanas presentes en la región explorada pretenden saber que nadie que haya visto el cementerio de elefantes ha sobrevivido para contarlo. Además sienten miedo y superstición por ese supuesto cementerio puesto que en sus creencias y en su folklore lo consideran un lugar sagrado.

- En la película El rey león de Walt Disney, una escena transcurre en un vasto cementerio de elefantes.

- Un capítulo de Jonny Quest gira en torno a un cementerio de elefantes.

- En la película boliviana El cementerio de los elefantes se nombra así al lugar donde indigentes, alcohólicos o marginados acuden voluntariamente a pasar sus últimos días en soledad y consumiendo alcohol hasta morir.

- En 2016 el productor de dibujos animados Pedro Alonso Pablos estrenó un largometraje cuyo tema principal es el desarrollo del mito del cementerio de elefantes africano, llamado La ruta de los elefantes.
- El estadio de Colón de Santa Fe es apodado así como una referencia jocosa, alegando que los equipos grandes son batidos allí por el club local.

- El final del capítulo 3 de la serie Primal (TV series) hace referencia a un cementerio de elefantes (mamuts) y el acompañamiento de estos a sus muertos.
- En el capítulo 18 de la segunda temporada de la serie The X Files se menciona la habilidad de los elefantes para enterrar a sus familiares muertos.